# Beijing Great Wheel
La Beijing Great Wheel (chinois simplifié : 北京朝天轮 ; chinois traditionnel : 北京朝天輪 ; Hanyu pinyin : Běijīng Cháotiānlún) est un projet avorté de grande roue à Pékin. Située dans le parc Chaoyang, elle devait voir le jour pour les jeux olympiques d'été de 2008 et mesurer 208 mètres de hauteur, ce qui en aurait fait la plus grande grande roue du monde.
La Great Wheel Corporation avait prévu à l'origine de mettre en fonction la roue le 1er août 2008, une semaine avant les jeux Olympiques d'été. En 2007, les médias d'état chinois rapportent que la construction avait commencé, mais l'achèvement fut retardé jusqu'en 2009 en raison de problèmes de conception. La fin des travaux fut ensuite reportée à 2010,.
Une annonce faite le 3 mai 2010 déclare que la Great Beijing Wheel Co., la société créée pour la construction de la roue, est en redressement judiciaire car elle enfreint les conditions d'un prêt. Ferrier Hodgson et Zolfo Cooper sont nommés récepteurs administratifs. La construction est arrêtée depuis.